# Hippolyte Juillard
Hippolyte Juillard est un haut fonctionnaire français, né le 10 avril 1871 à Vic-sur-Cère dans le Cantal et mort le 19 mars 1926 à Luxembourg.

## Biographie
Après plusieurs postes de sous-préfet, il a été préfet de la Corse en 1911, de la Nièvre en 1912, d'Ille-et-Vilaine en 1915 et de la Seine entre 1922 et 1924.

## Distinctions
- Officier de la Légion d'honneur (26 juillet 1919)[3]
- Officier de l'Instruction publique
- Chevalier de l'ordre du Mérite agricole